# Атаев, Чары
Чары Атаев — советский хозяйственный, государственный и политический деятель.

## Биография
Родился в 1919 году в Геок-Тепе. Член КПСС с 1944 года.
С 1935 года — на хозяйственной, общественной и политической работе. В 1935—1980 гг. — учётчик, бухгалтер в системе промысловой кооперации, участник Великой Отечественной войны, контролёр Министерства контроля Туркменской ССР, заместитель министра торговли Туркменской ССР, слушатель, преподаватель республиканской партийной школы, заведующий кафедрой Туркменского государственного университета, заведующий отделом агитации и пропаганды ЦК КП Туркмении, председатель Государственной плановой комиссии Туркменской ССР, ректор Туркменского государственного университета, министр просвещения Туркменской ССР, секретарь ЦК КП Туркменистана.
Избирался депутатом Верховного Совета Туркменской ССР 6-9-го созывов.
Умер в 1999 году.